# A tiniest wham
A tiniest wham is een studioalbum van Iain Matthews and The Swinelakers. The Swine Lakers is geen officiële muziekgroep, maar de begeleidingsband van Matthews, die toen in Swine Lake, Texas woonde. Het studioalbum is opgenomen in Austin (Texas) en Dripping Springs in 1998-1999. Er verschenen twee versies van dit album, een enkele in de studio opgenomen compact disc en een set van 2500 stuks die tevens liveopnamen bevatte (A live wham). Deze tweede compact disc is opgenomen 28 september 1998 in Hirsch, Neurenberg, Duitsland. 

## Musici

### Studio
- Iain Matthews – zang, gitaar
- Bradley Kopp – zang, gitaar,
- Jim Fogarty – gitaar, mandoline
- Chris Searles – slagwerk, percussie
- Jude Webre – contrabas

### Live
- Iain Matthews – zang, gitaar
- Bradley Kopp – zang, gitaar
- Mark Andes – basgitaar
- Larry Thompson – slagwerk

## Muziek
| Nr. | Titel                                     | Duur |
| --- | ----------------------------------------- | ---- |
| 1.  | I’m alive                                 |      |
| 2.  | Swinging from the Yardarm                 |      |
| 3.  | Our secret storm                          |      |
| 4.  | Funk and fire                             |      |
| 5.  | Anther delta dawn                         |      |
| 6.  | Like mercury (Matthews, Michael Fracasso) |      |
| 7.  | The great afterthought                    |      |
| 8.  | Sister                                    |      |
| 9.  | Sicknote                                  |      |
| 10. | The power and the glory                   |      |
| 11. | The onliest                               |      |
| 12. | Tailspin                                  |      |

| Nr. | Titel                         | Duur |
| --- | ----------------------------- | ---- |
| 1.  | The beat I walk               |      |
| 2.  | Triggerman                    |      |
| 3.  | Just one look                 |      |
| 4.  | Rooted to the spot            |      |
| 5.  | Cover girl                    |      |
| 6.  | Shake it                      |      |
| 7.  | Changes                       |      |
| 8.  | Where the big dogs run        |      |
| 9.  | I don't want to talk about it |      |
| 10. | Get it back                   |      |
| 11. | And it stoned me              |      |
| 12. | Back of the bus               |      |